# Adolf Tobler

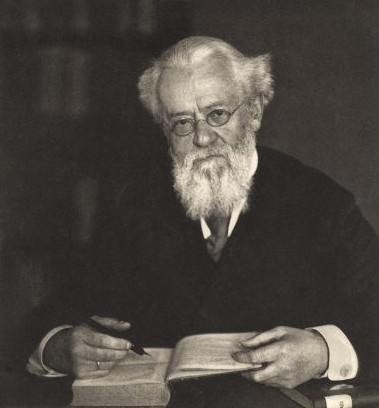
Adolf Tobler 1904 auf einer Fotografie von Nicola Perscheid

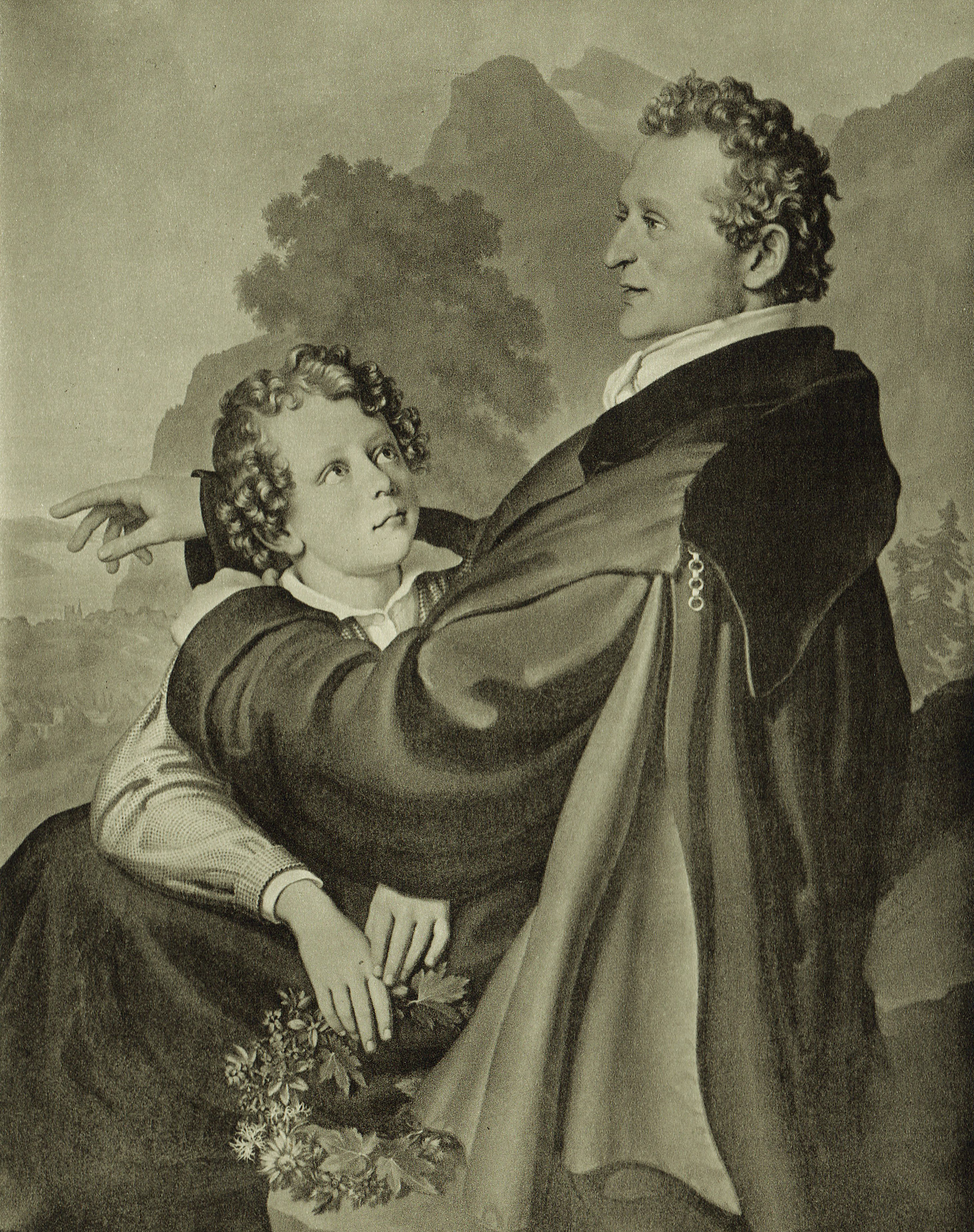
Der Vater Salomon Tobler 1794–1875 mit Adolf Tobler, Ölbild von Ed. Steiner

Adolf Tobler (* 24. Mai 1835 in Hirzel, Kanton Zürich; † 18. März 1910 in Charlottenburg) war ein Schweizer Romanist. In Berlin war er vom Jahre 1867 an außerordentlicher Professor für romanische Philologie, ab dem Jahre 1870 Professor für romanische Philologie. Das Amt des Universitätsrektors hatte er von 1890 bis 1891 inne.

## Leben
Adolf Tobler war Sohn des Pfarrers Salomon Tobler (1794–1878) und dessen Ehefrau Ursula Hirzel. Seine Geschwister waren der Germanist Ludwig Tobler (1827–1895) sowie der Historiker Wilhelm Tobler. Er studierte nach der Matura in Zürich an den Universitäten Zürich und Bonn, wo er besonders von Friedrich Christian Diez und Nicolaus Delius geprägt wurde und eine lebenslange Freundschaft mit Gaston Paris begründete. 1857 promovierte er in Zürich.
1867 wurde er auf eine Professur an die Friedrich-Wilhelms-Universität Berlin berufen und lehrte dort bis zu seinem Tod 1910. Als erster Romanist wurde er 1881 in die Königlich-Preußische Akademie der Wissenschaften aufgenommen. Seit 1905 war er korrespondierendes Mitglied der Bayerischen Akademie der Wissenschaften und seit 1909 auswärtiges Mitglied der Académie des Inscriptions et Belles-Lettres. Adolf Toblers Bruder Ludwig war Germanist und Volkskundler, sein Bruder Wilhelm Historiker.
Fast 75 Jahre alt, erklärte Tobler seine Absicht, zum 1. April 1910 in den Ruhestand einzutreten. Als sein Nachfolger war bereits sein Landsmann Heinrich Morf berufen, als Tobler zwei Wochen vor dem anvisierten Termin, am 18. März 1910, in seiner Wohnung am Kurfürstendamm 25 in Charlottenburg starb. Beigesetzt wurde er auf dem Kaiser-Wilhelm-Gedächtnis-Friedhof in Charlottenburg-Westend. Das Grab ist nicht erhalten.

## Leistungen
Tobler war Mediävist und Sprachhistoriker. Als Mediävist trat er mit seinerzeit mustergültigen Editionen altfranzösischer und -okzitanischer Texte und mit scharfsinnigen Beiträgen zur Textkritik hervor, als Sprachhistoriker machte er sich vor allem als Syntaktiker einen Namen. Sein fünfbändiges Hauptwerk Vermischte Beiträge zur französischen Grammatik erstellte Tobler in den Jahren von 1886 bis 1908.
Zahlreiche Phänomene der romanischen Syntax wurden erstmals und zutreffend von Tobler beschrieben. Berühmt ist die Entdeckung der nach ihm und Adolf Mussafia benannten «Lex Tobler-Mussafia», die besagt, dass in den romanischen Sprachen ein unbetontes Element einen Satz nicht eröffnen darf. Dieses Gesetz erklärt z. B., dass im Französischen der positive Imperativ die Objektpronomina nach-, der verneinte Imperativ diese jedoch voranstellt (Dis-moi vs. Ne me dis pas). Von 1857 bis zu seinem Lebensende bereitete Tobler die Publikation eines Altfranzösischen Wörterbuchs vor, das jedoch erst von seinem Schüler Erhard Lommatzsch verwirklicht wurde. Das Wörterbuch, das elf Bände umfasst, wurde allerdings erst durch Lommatzschs Schüler Hans Helmut Christmann und seine Mitarbeiter 2002 vollendet. Eine ausführliche Geschichte des Werks veröffentlichte Richard Baum 2018 als 94. Lieferung (Zweite und letzte Lieferung des XII. Bandes).

## Werke
- Darstellung der lateinischen Conjugation und ihrer romanischen Gestaltung: Nebst einigen Bemerkungen zum provenzalischen Alexanderliede (Diss.) Zürcher & Furrer, Zürich 1857. (Digitalisat)
- Gedichte von Jehan de Condet nach der casanatensischen Handschrift (Bibliothek des Litterarischen Vereins in Stuttgart, 54), Stuttgart 1860. (Digitalisat)
- Aus der Chanson de geste von Auberi nach einer vaticanischen Handschrift (Mittheilungen aus altfranzösischen Handschriften Bd. 1), Salomon Hirzel, Leipzig 1870. (Digitalisat)
- Li dis dou vrai aniel. Die Parabel von dem ächten Ringe, Französische Dichtung des dreizehnten Jahrhunderts, aus einer Pariser Handschrift zum ersten Mal herausgegeben. S. Hirzel, Leipzig 1871. (Digitalisat)
- Vom französischen Versbau alter und neuer Zeit. Zusammenstellung der Anfangsgründe, S. Hirzel, Leipzig 1880. (Digitalisat der 2. Aufl. 1883)
- Vermischte Beiträge zur französischen Grammatik Erste bis fünfte Reihe, S. Hirzel, 3., vermehrte Auflage, Leipzig 1886–1912